# Maldras
Maldras (ou Masdras; morto em fevereiro de 460) foi Rei dos Suevos entre 457 e 459. Tomou o poder depois de assassinar Agiulfo, em Junho de 457, e da morte de Frantano, seu opositor e governante da região norte da Galécia. O seu curto reinado ficou marcado por graves enfrentamentos entre as populações hispano-romanas e as camadas dirigentes de origem germânica. Morreu assassinado e sucedeu-lhe o seu filho Remismundo, muito embora o reino se tenha novamente dividido em nova guerra civil.